# Mercato di Mezzo

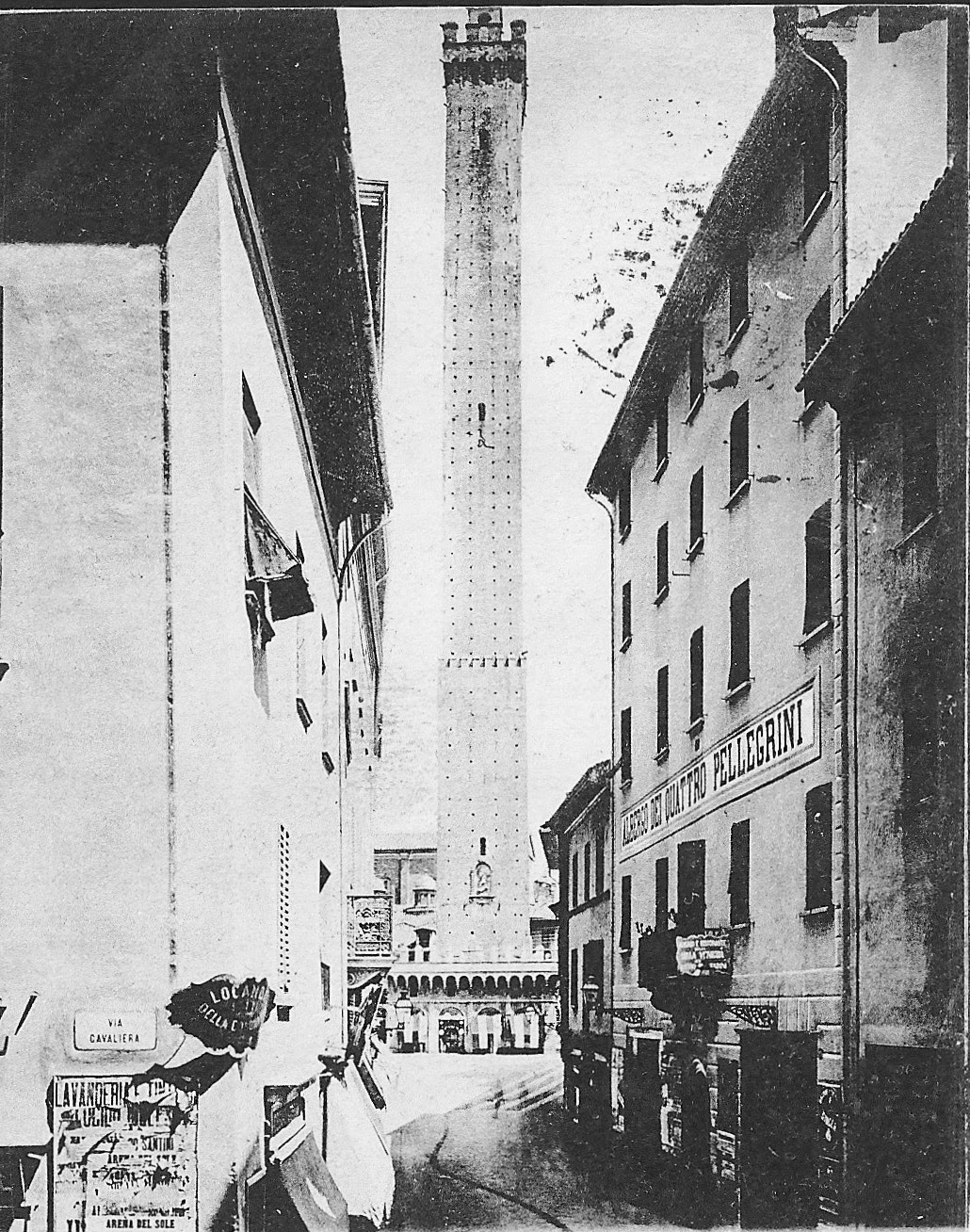
Una veduta del Mercato di Mezzo verso la Torre degli Asinelli, prima degli interventi di demolizione

Il Mercato di Mezzo (Marchè ed Mèż in bolognese) era un'antica area urbana di Bologna, posta sul tracciato della Via Emilia, collocata tra Piazza Ravegnana e Piazza del Nettuno, largamente demolita a partire dal 1909 per l'allargamento delle moderne vie Rizzoli, Orefici e Caprarie.

## Storia

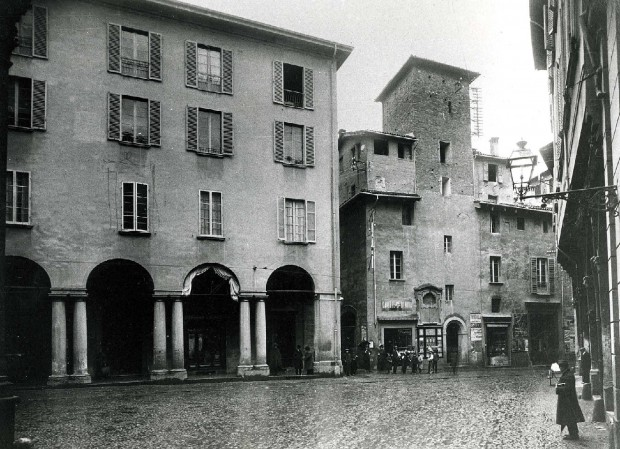
Casa Masotti e la Torre Riccadonna viste da Piazza della Mercanzia, prima del loro abbattimento

Le prime testimonianze del Mercato di Mezzo risalgono al XII secolo, quando due documenti, rispettivamente del 1130 e del 1134, riportano l'esistenza di un Forum Maior anche chiamato Mercato Maiore. Gli estimi del 1296 chiamano invece la stessa strada, per la prima volta, Forum Medii. Questa denominazione può essere spiegata perché questa zona, adibita fin da tempi antichissimi a funzioni commerciali, si trovava tra due altre importantissime zone di mercato: Piazza di Porta Ravegnana e Piazza Maggiore. Nel XV secolo nel Mercato di Mezzo si teneva il mercato delle granaglie.
La strada venne ridenominata nel 1880, quando una delibera consiliare la intitolò al chirurgo ed al politico milanese Francesco Rizzoli, odonimo che è conservato anche oggi.

### Lo sventramento

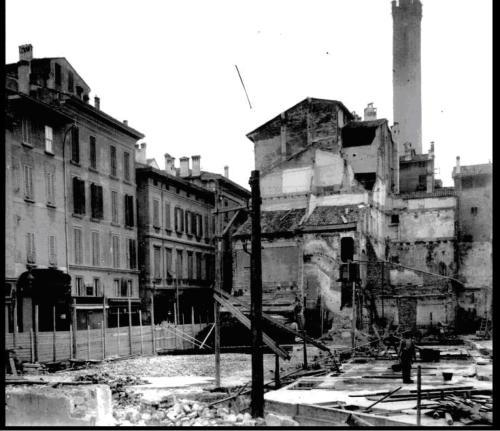
Il Mercato di Mezzo viene demolito per l'allargamento di Via Rizzoli

L'allargamento di via Rizzoli e quindi lo sventramento del Mercato di Mezzo venne approvato nel 1889 nell'ambito della promulgazione del Piano regolatore, originato da uno studio del 1860 dell'architetto Raffaele Faccioli, che, tra le altre cose, autorizzava la costruzione di nuove strade (come via Irnerio, via dei Mille e via Don Minzoni) e il quasi completo abbattimento delle mura cittadine. 

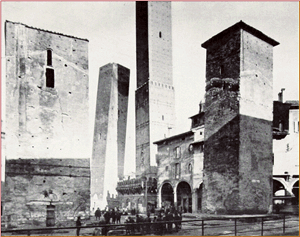
Le torri Artenisi e Riccadonna dopo essere state isolate dagli edifici circostanti ma prima di essere abbattute

Lo sventramento avrà però inizio solo nel 1910. Le prime demolizioni interessarono soprattutto gli isolati intorno al medievale Palazzo Re Enzo, con l'abbattimento di tutti gli edifici che gli erano cresciuti appresso nel corso dei secoli e con l'apertura della nuova Piazza Re Enzo. Tra via Spaderie e vicolo Tosapecore venne costruito un nuovo edificio, chiamato Palazzo Ronzani e terminato nel 1915. Le demolizioni continuarono nel 1914 per favorire l'innalzamento di un secondo edificio atto ad ospitare la Banca Commerciale, facendo così scomparire le vie Tosapecore, Pelliccerie e Cimarie. Le demolizioni iniziate nel 1916, che interessavano l'ultima parte della nuova via Rizzoli e parte di Piazza della Mercanzia, furono le più travagliate e dovettero interrompersi per le vive proteste che aveva suscitato l'intenzione del Comune di abbattere le torri medievali dei Guidozagni, degli Artenisi e dei Riccadonna. Nonostante i tentativi di eminenti architetti ed intellettuali, come Alfonso Rubbiani e Marcello Piacentini, che si spesero per la preservazione delle tre torri, queste vennero abbattute nel 1919 e due nuovi palazzi costruiti nel 1924 e nel 1927 per ospitare la sede delle Assicurazioni Generali e uffici della Provincia.
Lo sventramento fu accompagnato da costanti e sentite polemiche da parte di molti cittadini ed intellettuali bolognesi ed italiani, fra cui anche Gabriele D'Annunzio, che videro distrutto il "cuore palpitante" di Bologna. Giuseppe Lipparini, scrittore dell'epoca, scrisse:
(Giuseppe Lipparini, L'innamorato di Bologna e altre pagine bolognesi, Boni, Bologna, 2001)
Il commediografo Alfredo Testoni avrebbe invece detto che se avesse disposto di una larga somma di denaro, l'avrebbe di sicuro usata per restringere di nuovo Via Rizzoli.

## Vie e vicoli perduti

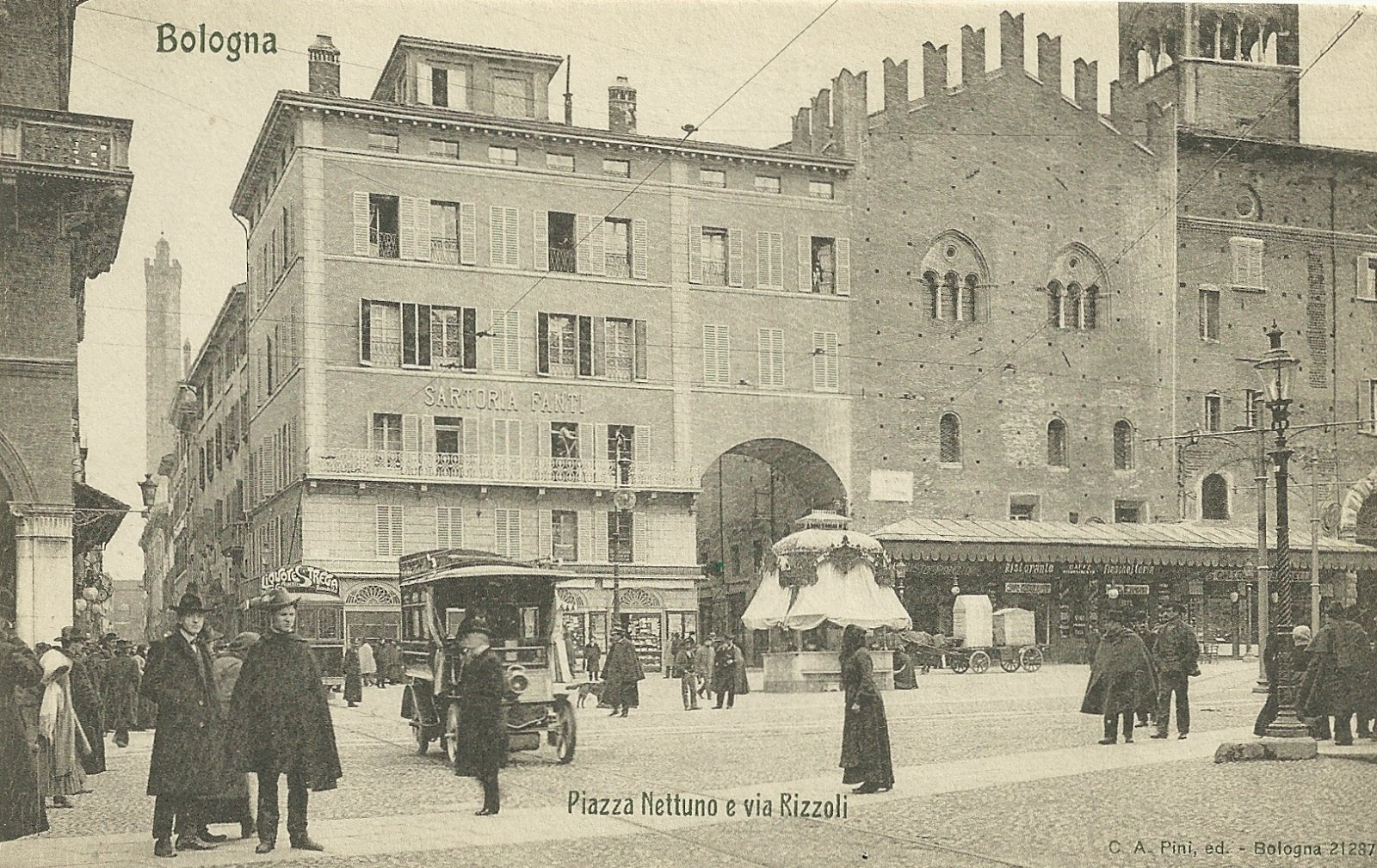
Il Mercato di Mezzo visto dall'inizio di Via Indipendenza. Si nota al centro casa Campogrande, con annesso il Voltone della Corda, addossata al Palazzo Re Enzo, in seguito demolita

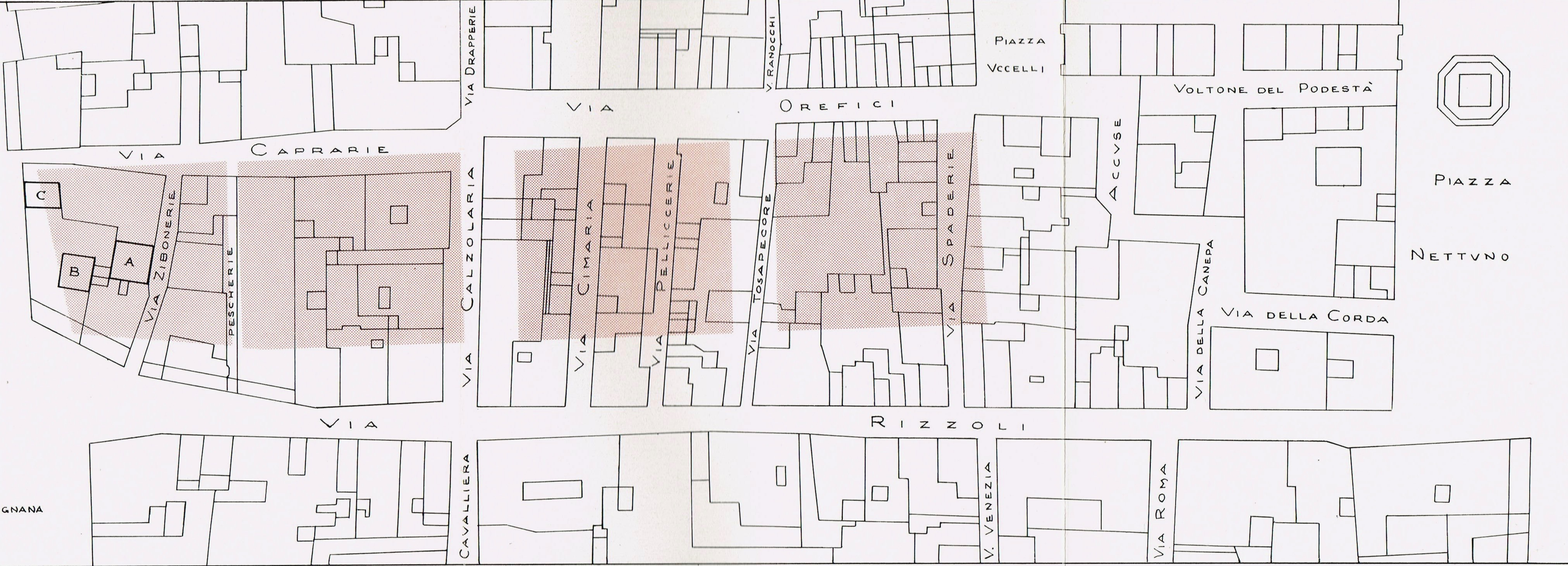
Mappa del Mercato di Mezzo prima dello sventramento. In rosa sono già identificati i lotti di prossima edificazione, mentre all'estremità sinistra sono individuate le tre torri di Piazza della Mercanzia

- Via della Corda
- Via della Canepa
- Via delle Accuse
- Piazza Uccelli
- Vicolo del Pozzo del Capitano
- Corte delle Massare
- Via Spaderie
- Via Tosapecore
- Stallatico del Sole
- Via Pelliccerie
- Vicolo Brusapecore
- Via Cimarie
- Via Pescherie
- Via Zibonerie